# Borgasjön (Slimminge socken, Skåne)
Borgasjön är en sjö i Skurups kommun i Skåne och ingår i Nybroån-Sege ås kustområde. Sjön har en area på 0,054 kvadratkilometer och ligger 74,3 meter över havet. Borgasjön ligger till största delen inom Skönabäcks naturvårdsområde. Sjön bildades i början av 1800-talet då bäcken dämdes upp i en ravin. Därefter byggdes Skönabäcks säteri på fördämningsvallen, så att herrgården har en våning åt öster mot sjön och två våningar åt väster.

## Delavrinningsområde
Borgasjön ingår i det delavrinningsområde (615743-135531) som SMHI kallar för Mynnar i Skivarpsån. Medelhöjden är 79 meter över havet och ytan är 21,55 kvadratkilometer. Det finns inga avrinningsområden uppströms utan avrinningsområdet är högsta punkten. Vattendraget som avvattnar avrinningsområdet har biflödesordning 2, vilket innebär att vattnet flödar genom totalt 2 vattendrag innan det når havet efter 18 kilometer. Avrinningsområdet består mestadels av öppen mark (11 procent) och jordbruk (81 procent). Avrinningsområdet har 0,05 kvadratkilometer vattenytor vilket ger det en sjöprocent på 0,3 procent.